# Régis Pasquier
Pour les articles homonymes, voir Pasquier.
Régis Pasquier, né le 12 octobre 1945 à Fontainebleau, est un violoniste français, issu d'une famille de musiciens. Son père Pierre Pasquier altiste et ses oncles Jean (1903), violoniste, et Étienne, violoncelliste, avaient fondé un trio à cordes, le Trio Pasquier. Son frère Bruno Pasquier est également altiste.

## Biographie
Régis Pasquier a été élève de Zino Francescatti, avec qui il enregistrera plus tard le Concerto pour 2 violons de J.S. Bach. En 1958, il remporte les premiers prix de violon et de musique de chambre au Conservatoire national supérieur de musique de Paris. De 1977 jusqu’en 1986, il devient violon solo de l’Orchestre National de France. En 1985, il est nommé professeur de violon et de musique de chambre au Conservatoire national supérieur de musique de Paris, où il enseigne jusqu'en 2011.
Dès 1960, il a effectué de nombreuses tournées à l'étranger.
Il avait formé avec son frère Bruno, altiste, et le violoncelliste Roland Pidoux un trio, aujourd'hui dissous, recherché pour la qualité de ses interprétations.
Il a reçu en 1988 le Prix Charles Cros et, en 1991, le titre de « soliste de l'année » décerné par les Victoires de la musique.
Le virtuose se produit fréquemment dans son village de Montréal en Bourgogne

## Discographie
- 24 Caprices de Paganini (1991).
- Intégrale des Concertos pour violon de Mozart (1994).
- Concerto pour violon et orchestre de Jean Sibelius (1995).
- Sonates pour violon et piano de Beethoven avec Jean-Claude Pennetier (1997).
- Sextuor nº 1 en si bémol majeur Op.18 de Johannes Brahms avec Raphaël Oleg (violon), Bruno Pasquier (alto), Jean Dupouy (alto), Roland Pidoux (violoncelle) et Étienne Péclard (violoncelle), Harmonia mundi 1982
- Musique de chambre de Maurice Ravel (2004).
- Trios élégiaques n° 1 & 2 de Sergueï Rachmaninov avec le Trio Pennetier-Pasquier-Pidoux (2008)
- Concerto de Beethoven (2002) chez Saphir Production
- Concerto de Tchaïkovsky (2003) chez Saphir Production.
- Concerto pour violon en ré majeur de Beethoven, orchestre de chambre de la Baltique dirigé par Emmanuel Leducq-Barôme, 2006
- Œuvres pour violon avec orchestre de Tchaïkovsky, orchestre de chambre de la Baltique dirigé par Emmanuel Leducq-Barôme, 2009

## Décorations
- Commandeur de l'ordre des Arts et des Lettres Il est fait commandeur le 15 novembre 1996[2].